# IC 4380
IC 4380 је спирална галаксија у сазвјежђу Волар која се налази на листи објеката дубоког неба у Индекс каталогу.
Деклинација објекта је + 37° 33' 2" а ректасцензија 14h 10m 2,1s. Привидна величина (магнитуда) објекта IC 4380 износи 14,6 а фотографска магнитуда 15,3. IC 4380 је још познат и под ознакама MCG 6-31-75, CGCG 191-59, KUG 1407+377, PGC 50565.